# 第101飛行隊 (航空自衛隊)
第101飛行隊（だい101ひこうたい、JASDF 101st Fighter Interceptor Squadron）は、かつて航空自衛隊中部航空方面隊第3航空団隷下だった戦闘機部隊。小牧基地に所属し、航空自衛隊初のF-86D全天候戦闘機装備飛行隊だった。

## 概要
1958年（昭和33年）8月1日、航空自衛隊最初のF-86D飛行隊（マザースコードロン）として岐阜基地第3航空団隷下にて発足、1959年（昭和34年）には小牧基地へ移動した。1960年（昭和35年）から運用機種であるF-86Dの機種転換操縦課程（操縦者教育）を任務とする転換訓練飛行隊として活動を開始し、6月6日には2名の第1期生が入った。1967年（昭和42年）から要撃戦闘飛行隊に改編され、アラート任務を遂行した。
1962年（昭和37年）以降、各基地へF-104J戦闘機の配備が開始されたこともあり、千歳基地の第2航空団第103飛行隊とともに1968年（昭和43年）10月1日に閉隊された。
第101飛行隊の部隊マークは当初、第3航空団を示す赤帯3本の上に黄色のシャチホコのデザインだったが、後に赤いシャチホコの下に緑帯を引いたデザインに変更された。

## 沿革
- 1958年（昭和33年）8月1日 - 岐阜基地にてF-86D飛行隊として第3航空団隷下で部隊編成[1]。
- 1959年（昭和34年）9月12日 - 小牧基地へ移動[1]。
- 1961年（昭和36年）2月13日～2月15日 - 航空総隊競点射撃競技大会F-86D部門優勝[2][3]。
- 1967年（昭和42年）8月22日 - 機種転換訓練任務終了。要撃戦闘任務付与[1]。
- 1968年（昭和43年）10月1日 - 第101飛行隊閉隊[1]。

## 歴代運用機
- 戦闘機
  - F-86D（1958年～1968年）
- 連絡機
  - T-33A（1958年～1968年）